# La Palma, Nopala de Villagrán
La Palma är en ort i Mexiko.   Den ligger i kommunen Nopala de Villagrán och delstaten Hidalgo, i den sydöstra delen av landet, 100 km nordväst om huvudstaden Mexico City. La Palma ligger 2 502 meter över havet och antalet invånare är 181.
Terrängen runt La Palma är kuperad österut, men västerut är den platt. Terrängen runt La Palma sluttar norrut. Runt La Palma är det ganska tätbefolkat, med 155 invånare per kvadratkilometer. Närmaste större samhälle är Nopala de Villagran, 7,1 km norr om La Palma. I omgivningarna runt La Palma växer huvudsakligen savannskog.